# پورت ماری (نیوجرسی)
پورت ماری (به انگلیسی: Port Murray) یک منطقهٔ مسکونی در ایالات متحده آمریکا است که در منسفیلد واقع شده‌است. پورت ماری ۰٫۴۳۵ کیلومتر مربع مساحت و ۱۲۹ نفر جمعیت دارد و ۱۹۳ متر بالاتر از سطح دریا واقع شده‌است.